# Alvise Pisani
Alvise Pisani, född 1664, död 1741, var en venetiansk doge. Han var regerande doge av Venedig 1735–1741.